# House of Hummingbird

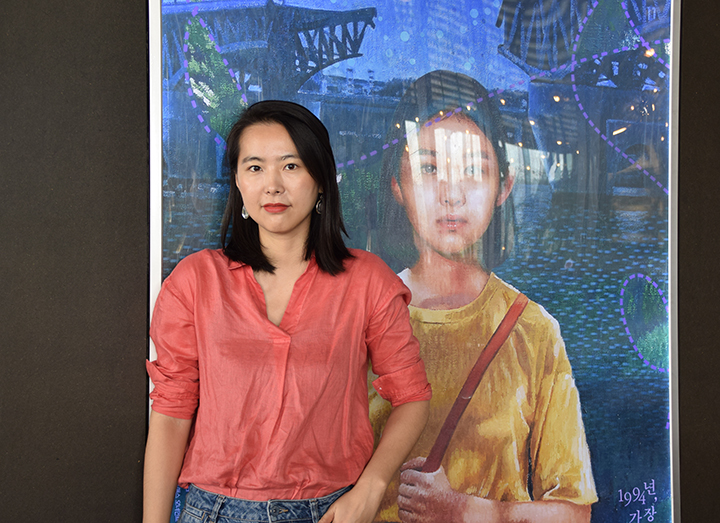
Regisseurin Kim Bo-ra vor dem Filmposter zu House of Hummingbird

House of Hummingbird (Originaltitel: Beolsae) ist ein Independentfilm der südkoreanischen Regisseurin Kim Bo-ra aus dem Jahr 2018. Stilistisch wird der Film in Südkorea dem Newtro-Trend zugewiesen. Newtro ist ein Kofferwort aus dem Englischen new (‚neu‘) und retro. Es bedeutet, den Retrostil auf neue Weise zu begegnen.

## Handlung
Im Jahr 1994 befindet sich Südkorea gerade im Fußballweltmeisterschaftsfieber während Nordkorea um Kim Il-sung trauert. Das junge Mädchen Eun-hee nimmt dies nur im Vorbeigehen zur Kenntnis. Die Achtklässlerin fühlt sich überall als Außenseiterin.

## Rezeption
House of Hummingbird feierte seine Premiere auf dem Busan International Film Festival 2018 und wurde dort mit dem NETPAC Award und dem KNN-Publikumspreis ausgezeichnet. Der Film lief später auf der Berlinale 2019 und erhielt den Jury-Preis der Sektion Generation 14plus. Am 29. August 2019 lief der Film mit einer KMRB-Altersfreigabe von 15 Jahren in den südkoreanischen Kinos an und erreichte 132.027 Besucher.
House of Hummingbird erhielt positive Kritiken.

## Auszeichnungen
Busan International Film Festival 2018
- NETPAC Award
- KNN-Publikumspreis

Seoul Independent Film Festival 2018
- New Choice Award
- SIFF Committee Award

Tribeca Film Festival 2019
- Auszeichnung in der Kategorie bester internationaler Film
- Auszeichnung in der Kategorie beste Schauspielerin/internationaler Film für Park Ji-hu
- Auszeichnung in der Kategorie beste Kameraführung/internationaler Film für Kang Gook-hyun

Berlinale 2019
- Großer Preis der Internationalen Jury von Generation 14plus

Seattle International Film Festival 2019
- Großer Preis der Jury

Istanbul International Film Festival 2019
- Goldene Tulpe für den besten Film

Los Angeles Asian Pacific Film Festival 2019
- Großer Preis der Jury

Cyprus Film Days International Film Festival 2019
- Sonderpreis der Jury

Molodist 2019
- Grand Prix für den besten Film
- FIPRESCI-Preis

Taipei Film Festival 2019
- Sonderpreis der Jury

Malaysia International Film Festival 2019
- Auszeichnung in der Kategorie beste Regie für Kim Bo-ra
- Auszeichnung in der Kategorie beste Kameraführung/internationaler Film für Kang Gook-hyun
- Auszeichnung in der Kategorie beste Nebendarstellerin für Kim Sae-byuk

Jerusalem International Film Festival 2019
- GWFF International First Feature Award

London Film Festival 2019
- Sonderpreis für ein Regiedebüt

Korean Association of Film Critics Awards 2019
- Auszeichnung in der Kategorie beste Regie für Kim Bo-ra
- Auszeichnung in der Kategorie beste neue Darstellerin für Park Ji-hu
- Auszeichnung in der Kategorie beste Nebendarstellerin für Kim Sae-byuk
- FIPRESCI-Preis

Heartland Filmfestival 2019
- Hauptpreis für den besten Film

Blue Dragon Awards 2019
- Auszeichnung in der Kategorie bestes Drehbuch für Kim Bo-ra

Korean Film Producers Association Awards 2019
- Auszeichnung in der Kategorie bester Film